# Креспано дел Грапа
Креспано дел Грапа је насеље у Италији у округу Тревизо, региону Венето.
Према процени из 2011. у насељу је живело 4315 становника. Насеље се налази на надморској висини од 303 м.

## Становништво
| 1951. | 1961. | 1971. | 1981. | 1991. | 2001. | 2011. |
| ----- | ----- | ----- | ----- | ----- | ----- | ----- |
| 3.626 | 3.482 | 3.527 | 3.751 | 3.902 | 4.328 | 4.713 |